# Piękny jest świat (album)
Piękny jest świat – album zespołu 1984 wydany w 2020 roku nakładem wydawnictwa Antena Krzyku. Płyta została wydana 13 lat po ukazaniu się poprzedniego studyjnego albumu 4891. Autorem muzyki i tekstów jest Piotr Liszcz. Album trafił do sprzedaży na nośniku CD oraz LP.

## Lista utworów
Źródło:.
1. „Cierń (anioł bez oblicza)” – 4:49
2. „Ostatni pilot wimany” – 6:24
3. „Autostrady” – 4:38
4. „Anioły (jedna z twoich gwiazd)” – 3:56
5. „Nowy styl (zakazane praktyki)” – 4:55
6. „Hipernowa to ja” – 5:53
7. „Głębia w której się pogrążam” – 3:51
8. „Piękny jest świat (nieznany czas)” – 4:03
9. „Ogień (który we mnie płonie)” – 3:51

## Twórcy
Źródło:.
1984
- Piotr „Mizerny” Liszcz – gitara, gitara akustyczna, śpiew
- Janusz Gajewski – perkusja
- Wojciech „Pancerny” Trześniowski – gitara basowa
- Sebastian Bełz – gitara
- Alma Bury – syntezatory, śpiew

gościnnie
- Krzysztof „Sado” Sadowski – śpiew, gitara basowa, gitara, instrumenty klawiszowe, instrumenty perkusyjne, sample
- Tomasz „Snake” Kamiński – gitara (1)
- Piotr Pawłowski – gitara (4)
- Dominik Burzym – gitara basowa (1, 2)
- Mariusz Noskowiak – chórki (5)